# Swoboda (staw)
Swoboda – staw w Augustowie w woj. podlaskim.
Staw Swoboda położony jest przy północno-wschodniej granicy Augustowa, w odległości ok. 11 km od centrum, w części miasta o nazwie Swoboda. Leży tuż przy śluzie Swoboda, zasilając ją w wodę. We wschodniej części stawu znajduje się wejście do najdłuższego sztucznie przekopanego i najwyżej położonego odcinka Kanału Augustowskiego, nazywanego Kanałem Czarnobrodzkim. Odcinek ten przechodzi przez dział wodny, łącząc dorzecza Wisły i Niemna. Ze stawu wypływa też kanał ulgi, przegrodzony jazem, odprowadzający nadmiar wody do Jeziora Studzienicznego. Staw otoczony jest Puszczą Augustowską.